# 大熊紀妙
大熊 紀妙（おおくま きさ、2004年3月7日 - ）は、日本の女子バレーボール選手である。

## 来歴
埼玉県草加市出身。
淑徳SC高等部を経て、2022年、岐阜協立大学に進学。しかし、Vリーグへの意識が強く、2年時の2023-24シーズン、V.LEAGUE DIVISION1 WOMEN（V1女子）に所属するPFUブルーキャッツに入団した。大学は3年へ進級せず、休学している。同シーズン、V1女子の試合に出場し、Vリーグデビューを果たした。

## 所属チーム
- 淑徳SC高等部（2019-2022年）
- 岐阜協立大学（2022-2024年）
- PFUブルーキャッツ/PFUブルーキャッツ石川かほく（2024年-）

## 受賞歴
- 2022年 - 東海大学春季1部リーグ ブロック賞[4]
- 2023年 - 東海大学秋季1部リーグ ブロック賞・サーブレシーブ賞[5]